# Micah Wilkinson
Pour les articles homonymes, voir Wilkinson.
Micah Wilkinson est un skipper néo-zélandais né le 6 février 1996 à Hamilton. Il a remporté avec Erica Dawson la médaille de bronze du Nacra 17 aux Jeux olympiques d'été de 2024, organisés à Paris.